# Stephen Root
Stephen Root, född 17 november 1951 i Sarasota i Florida, är en amerikansk skådespelare.

## Biografi
Bland hans mer kända TV-roller är den som den excentriske miljardären Jimmi James i TV-serien NewsRadio. Han gjorde även rösten till Bill Dauterive och Buck Strickland i King of the Hill. 
2005-2006 gjorde han även återkommande roll i de två sista säsongerna av Vita huset som den republikanske kampanjrådgivaren Bob Mayer. 
Hans mest kända filmroll hittills är som den mumlande skumma kontorsråttan Milton Waddams i Mike Judges kultkomedi Office Space. 
Han har även medverkat i filmer som Robocop 3, Buffy vampyrdödaren, Ghost, Ice Age, Hitta Nemo, The Ladykillers, Dodgeball: A True Underdog Story, Tvåhundraårsmannen, Jersey Girl, Just Friends, och O Brother, Where Art Thou?.
Root hade även en roll i miniserien From the Earth to the Moon som NASA:s egen Chris Kraft. Till kultrollerna hör även hans deltagande i Tripping the Rift, där han ger rösten till den själviske rymdfärjekaptenen Chode.

## Filmografi i urval
- 1988 – Ett experiment i skräck
- 1989 – Black Rain
- 1990 – Ghost
- 1991 – V.I. Warshawski - kvinna med rätt att döda
- 1992 – Bed & Breakfast
- 1993 – Robocop 3
- 1995 – Night of the Scarecrow
- 1995–1999 – NewsRadio (TV-serie)
- 1996 – Vägen till Galveston
- 1996 – Virus - Pandora's Clock
- 1996 – The Lottery
- 1998 – Krippendorf's Tribe
- 1999 – Office Space
- 1999 – Natural Selection
- 2000 – O Brother, Where Art Thou?
- 2003 – Grind
- 2004 – Jersey Girl
- 2004 – The Ladykillers
- 2004 – Dodgeball
- 2004 – Raising Genius
- 2006 – Idiotrepubliken
- 2006 – Gretchen
- 2006 – The Frank Anderson
- 2007 – No Country for Old Men
- 2008 – Mad Money
- 2008 – Over Her Dead Body
- 2008 – Drillbit Taylor
- 2008 – I spel och kärlek...
- 2008 – Pushing Daisies (TV-serie)
- 2009 – Solisten
- 2009 – Bob Funk
- 2009 – The Men Who Stare at Goats
- 2010 – Unthinkable
- 2010 – Neighbor For Sale
- 2010 – The Conspirator - Mordet på Abraham Lincoln
- 2011 – Red State
- 2011 – Kickoffen
- 2011 – J. Edgar
- 2011 – Son of Morning
- 2012 – Big Miracle
- 2012 – The Company You Keep
- 2013 – Milo
- 2013 – The Lone Ranger
- 2014 – Selma
- 2014 – Brooklyn Nine-Nine (TV-serie)
- 2017 – Get Out
- 2018–2019 – Barry (TV-serie)
- 2020 – Perry Mason (TV-serie)
- 2020 – The Empty Man
- 2025 – Hundmannen
- 2025 – Heads of State